# قنطون

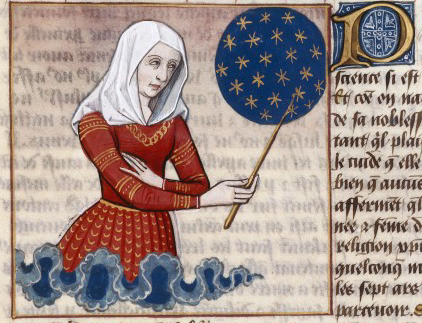

القنطون أو المُتَرَدَّم هو النص المنثور أو المنظوم والمؤلف من أجزاء جيء بها من نصوص مختلفة لمؤلفين شتى. وكلمة قنطون أعجمية الأصل معناها التلميع أي اختلاف ألوان الشيء.